# Bahamas en los Juegos Paralímpicos de Heidelberg 1972
Bahamas estuvo representada en los Juegos Paralímpicos de Heidelberg 1972 por un deportista masculino. El equipo paralímpico bahameño no obtuvo ninguna medalla en estos Juegos.